# Еленхаузен
Еленхаузен (њем. Ellenhausen) општина је у њемачкој савезној држави Рајна-Палатинат. Једно је од 192 општинска средишта округа Вестервалд. Према процјени из 2010. у општини је живјело 284 становника. Посједује регионалну шифру (AGS) 7143015.

## Географски и демографски подаци
Еленхаузен се налази у савезној држави Рајна-Палатинат у округу Вестервалд. Општина се налази на надморској висини од 225 метара. Површина општине износи 1,9 km². У самом мјесту је, према процјени из 2010. године, живјело 284 становника. Просјечна густина становништва износи 149 становника/km².